# Дафф, Хилари
Хи́лари Э́рхард Дафф (англ. Hilary Erhard Duff; род. 28 сентября 1987, Хьюстон, Техас, США) — американская актриса, певица в направлениях поп-рок и данс-поп, писательница, бизнесвумен, модель, продюсер, дизайнер и парфюмер. Свою актёрскую карьеру начала в детском возрасте и быстро стала кумиром подростков благодаря главной роли в телесериале канала Disney Channel «Лиззи Магуайер» (2001—2004) и театральном фильме «Лиззи Магуайер» (2003). После этого Дафф появилась в главных ролях в многочисленных фильмах «Агент Коди Бэнкс» (2003), «Оптом дешевле» (2003), «История Золушки» (2004), «Суперзвезда» (2004) и «Оптом дешевле 2» (2005). После коммерческого провала фильма «Реальные девчонки» (2006), Дафф появлялась в независимых лентах «Игра по-крупному» (2008), «Запасное стекло» (2009), «Грета» (2009) и «Провинция ночи» (2010). С 2015 Дафф исполняет роль Келси Питерс в телесериале канала TV Land «Юная», за которую получила две номинации на People’s Choice Awards в 2016 и 2017 годах.
В области поп-музыки общий тираж её альбомов на апрель 2015 года достиг 15 млн экземпляров. Первой работой Дафф в музыкальной индустрии стал рождественский альбом «Santa Claus Lane» (2002), выпущенный лейблом Walt Disney Records. Первый студийный альбом «Metamorphosis» (2003) получил три платиновых сертификации от RIAA, четыре от CRIA и одну от ARIA. Два следующих альбома, «Hilary Duff» (2004) и «Most Wanted» (2005), также получили платиновые сертификации. В 2007 году третий студийный альбом певицы — «Dignity» получил золотую сертификацию. В 2008 году вышел второй сборник лучших хитов — «Best of Hilary Duff». После паузы в музыкальной карьере, в 2014 году Дафф подписала контракт с лейблом RCA Records
После подписания контракта с лейблом Hollywood Records на запись альбомов, Дафф выпустила свой дебютный студийный альбом, который также по совместительству рождественский альбом, Santa Claus Lane, в 2002 году. Её второй альбом Metamorphosis (2003) был сертифицирован трижды платиновым по данным Recording Industry Association of America (RIAA) за продажи в размере один миллион копий. С него вышли синглы: «So Yesterday» и «Come Clean», последний стал заглавной темой известного сериала на MTV Laguna Beach: The Real Orange County. Третья запись Дафф, Hilary Duff (2004), был сертифицирован платиновым в США, несмотря на то, что вышел один сингл, «Fly», у которого более «тяжёлое» звучание, чем у предыдущих работ. Как и её одноимённый альбом, первый сборник Дафф, Most Wanted (2005), был также сертифицирован платиновым, и в него вошли синглы «Wake Up» и «Beat of My Heart», которые возглавили чарты Италии. С её четвёртого студийного альбома в жанре электроники, Dignity (2007), вышел её первый сингл с самой высокой позицией в U.S. Billboard Hot 100 «With Love», который достиг 24-й позиции и стал первым из её трёх последующих синглов в чартах Hot Dance Club Play. В следующем 2008 году Дафф выпустила первый альбом лучших хитов Best of Hilary Duff, после которого завершился её контракт с Hollywood Records. После пятилетнего перерыва в музыкальной карьере ради съёмок в фильмах и писательства, она начала работать над пятым альбомом в сентябре 2013 года. Новый альбом Breathe In. Breathe Out. вышел летом 2015 года. На апрель 2015 год общий тираж её альбомов достиг 15 млн экземпляров.
Дафф также работает в розничной индустрии. У неё своя успешная линия одежды Stuff by Hilary Duff, два эксклюзивных аромата c Элизабет Арден и лимитированная модная коллекция Femme for DKNY Jeans. Также занимаясь литературой совместно с писательницей Элис Аллен, Дафф написала роман «Эликсир» (2010), который попал в список книжных бестселлеров газеты The New York Times; у него также есть продолжение Devoted (2011) и True (2013). Она также сотрудничала с несколькими благотворительными организациями, включая Blessings in a Backpack и Think Before You Speak Campaign.

## Биография

### Детство и начало карьеры
Хилари Эрхард Дафф родилась 28 сентября 1987 года в Хьюстоне, Техас. Она росла между Хьюстоном и Сан-Антонио с отцом Робертом Эрхардом Даффом, партнёром в сети мини-маркетов на двух точках, и матерью Сьюзен Коллин (в девичестве Кобб), домохозяйки, которая стала продюсером фильмов и альбомов, и старшей сестрой Хейли, которая также актриса и певица.
С юных лет Дафф пошла по стопам старшей сестры, и по настоянию матери, пара записалась в кружки актёрского мастерства, пения и балета. Девочки получили роли в местных театральных постановках и вместе, в шесть и восемь лет, они приняли участие в балетном туре BalletMet с постановкой Щелкунчик в Сан-Антонио.
Из-за возрастающего интереса к шоу-бизнесу, сестры Дафф и их мать переехали в Калифорнию в 1993 г., в то время, как их отец остался в Хьюстоне, чтобы продолжить бизнес. Сёстры ходили на разные прослушивания в течение нескольких лет и были отобраны во многие ТВ-рекламы. Из-за актёрской карьеры Дафф обучалась на дому с восьми лет.
В начале актёрской карьеры Дафф играла незначительные роли в мини-сериале в стиле вестерн Настоящие женщины (1997) компании Hallmark Entertainment и в массовке в комедийной драме Превратности любви (1998). Её первая главная роль была маленькая ведьма по имени Венди в фильме Каспер встречает Венди, основанном на персонажах Harvey Comics, который был выпущен в 1998 г. Но после выхода он получил в основном негативные отзывы. После появления в роли второго плана Элли в ТВ-фильме Собиратель душ (1999), который был основан на романе Кэтлин Кейн, Дафф получила премию Молодой актёр в категории «Лучшее Появление в ТВ-фильме или Пилотной Серии (Молодая Актриса Второго Плана)».

### 2000—2002: Прорыв сLizzie McGuireиSanta Claus Lane
В марте 2000 года Дафф появилась в эпизодической роли больного ребёнка в больничной драме «Надежда Чикаго» прямо до того, как её выбрали в пилотную серию ситкома канала NBC Daddio. Её коллега по сериалу Daddio, Майкл Чиклис, поделился: «После первого рабочего дня я помню, что сказал своей жене: „Эта девочка станет звездой экрана“. Она чувствовала себя свободно и уверенно». Однако перед выходом шоу Дафф исключили из состава актёров. Будучи расстроенной, Дафф нехотя двигалась по актёрской карьере.
Неделю спустя она получила главную роль в тогда ещё новоиспечённом детском сериале канала Disney Channel «Лиззи Магуайер» после того, как её мать, которая также стала её менеджером, настояла на её прослушивании. Дафф играла застенчивую девочку-подростка, которая мечтала найти своё место и стать популярной. Шоу сделало имя Дафф нарицательным, в частности, оно ассоциировалось с молодыми людьми и подростками. За счёт фокусировки на главном персонаже, смешанный медиа формат шоу выделялся на фоне остальных передач Disney Channel в то время, и, по существу, стал ведущим и авторитетным шоу в начале 2000-х. Шоу впервые вышло на Disney Channel 12 января 2001 года, каждый эпизод смотрело 2,3 миллиона зрителей. Хотя Дафф заключила контракт на 65 эпизодов «Лиззи Магуайер», шоу закончилось 14 февраля 2004 года. Disney предполагал сделать франшизу для прайм-тайм сериала, но эти планы были обречены потому, что представители Дафф сказали, что ей недостаточно заплатили за будущие серии.
Первая роль Дафф в художественном фильме была в «Звериной натуре» (2002), в котором она сыграла молодую Патрисию Аркетт в роли натуралистки. Сначала фильм был показан на кинофестивалях в Каннах и Сандэнсе. Дафф также сыграла главную роль свободолюбивой девушки, которая противоборствовала правилам суровой военной школы в фильме 2002 года канала Disney Кадет Келли, который стал самым просматриваемым на этом канале за всю 19-летнюю историю.
Дафф стала интересоваться музыкальной карьерой после похода на концерт Radio Disney в 2001 г. Она брала уроки вокала перед тем, как началась её актёрская карьера; она их возобновила, став одной из клиентов Андре Реки на Hollywood Records. Музыкальная карьера Дафф началась с двух саундтреков: в 2002 г. она появилась в саундтреке к сериалу «Лиззи Макгуайер», исполнив кавер-версию певицы Брук Макклимонт «I Can't Wait», которая получила громадный успех на Radio Disney, и кавер-версию «The Tiki Tiki Tiki Room», которая появилась на сборнике Walt Disney Records DisneyMania.
В том же году она выпустила праздничный альбом Santa Claus Lane (2002), который являлся сборником рождественских песен, куда вошли и дуэты с её сестрой, Lil' Romeo и Кристиной Милиан. Посредством единственного сингла канала Disney «Tell Me a Story (About the Night Before)» альбом достиг 154 строки в US Billboard 200 и был сертифицирован золотым. В то время, как её песни были хитами на Radio Disney, включая «Why Not?» и «What Dreams Are Made Of», оба из которых появились в фильме «Лиззи Макгуайер» (2003), Реки и руководители Buena Vista Music Group предвидели, что у Дафф вырастет ещё больше публика.
Дафф встречалась с поп-певцом Аароном Картером с 2001 по 2003 гг., потом он познакомился и начал встречаться с Линдси Лохан. Картер вскоре расстался с Лохан и снова вернулся к Дафф, от чего началась вражда между актрисами. После того, как Дафф пришла с Чадом Мюррейем на красную дорожку на премьере фильма Лохан «Чумовая пятница» (2003), Лохан отомстила, появившись на премьере на красной дорожке фильма Дафф «Оптом дешевле» (2003). В 2007 году было объявлено, что они помирились после того, как Лохан получила приглашение на вечеринку Дафф по поводу выхода её альбома Dignity. Ссора с Аврил Лавин также прогремела на всех заголовках, потому что Лавин назвала Дафф «маменькиной девочкой». У них не было официального примирения.

### 2003:Metamorphosis,Агент Коди БэнксиОптом дешевле
Дафф выпустила свой дебютный альбом Metamorphosis в 2003 г. Альбом получил смешанные отзывы от музыкальных критиков; кто-то похвалил современный бабблгам альбом, другие увидели специальную уловку Дафф для продвижения её музыкальной карьеры, не имея особых способностей. Тем не менее, Metamorphosis достиг первой строки в Billboard 200 и Canadian Albums Chart и был распродан пятью миллионами копиями по всему миру к концу 2005 г. Главный сингл «So Yesterday» был хитом в топ-10 в нескольких странах, при этом не имея успеха в родных Штатах; после вышел «Come Clean», у которого был такой же успех, и он был выбран заглавной темой в сериале Laguna Beach: The Real Orange County. Третий сингл «Little Voice» не был выпущен в США, но у него было неплохой успех в Австралии.
Чтобы разрекламировать альбом, Дафф отправилась в Metamorphosis Tour, который начался в декабре 2003 г. Большинство шоу прошло в крупных городах с полными аншлагами. С Metamorphosis Дафф заработала свой первый Kids' Choice Award в категории «Любимая Певица, а также „Лучшая Новая Артистка“ на World Music Awards в 2004 г. Прежде, чем выйти в другой американский тур под названием Most Wanted, в который она отправилась с июля по сентябрь 2004 г., Дафф также записала кавер-версию группы The Go-Go's „Our Lips Are Sealed“ со своей сестрой Хейли для оригинального саундтрека к фильму История золушки.
В 2003 г. Дафф выбрали на первую главную роль в фильме, где она должна была сыграть пассию главного героя Фрэнки Муниза в экшн комедии Агент Коди Бэнкс. Фильм получил позитивные отзывы; Скотт Фандуас из журнала Variety обозначил выступление Дафф „чарующим“, но все же высказал, что она была „немного скованна основную часть времени“. В том же году Дафф снова появилась в роли Лиззи Магуайер в одноимённом фильме. Он получил смешанные отзывы; некоторые раскритиковали её актёрские способности: Дэвид Левин из Filmcritic.com назвал её „невозмутимой пропагандой имиджа Дафф“. Позднее в том же году Дафф сыграла одного из 12 детей Стива Мартина и Бонни Хант в семейной комедии Оптом дешевле, ремейк фильма 1950 года, который до сих пор остаётся её самым кассовым фильмом на сегодняшний день, несмотря на нелестные отзывы об исполнении Дафф. Обозреватель из Slant Magazine Ник Шагер написал, что Дафф ничего не делает кроме того, что выглядит уверенно и стильно».
Дафф также была приглашённой звездой в нескольких ТВ-шоу, включая роль продавщицы косметики в Джордж Лопес в 2003 г.; позже она появилась в шоу в 2005 г. в роли Кензи, поэтессы-феминистки, подруги героини Кармен (Масиела Луша). В 2003 г. она также сыграла одну из участниц The Shangri-Las вместе с сестрой Хейли во втором сезоне сериала Американские мечты, в то время, как в 2005 г. она сыграла одноклассницу и поклонницу главного персонажа Эмбер Тэмблин в сериале Новая Жанна д’Арк.

### 2004—2006:Hilary Duff,Оптом дешевле 2иMost Wanted
В июле 2004 г. 16-летняя Дафф начала встречаться с певцом из группы Good Charlotte Джоэлем Мэдденом, которому тогда было 25 лет. После долгих слухов мать Дафф, Сьюзан, объявила об их отношениях в июне 2005 г. в интервью с журналом Seventeen. В ноябре 2006 г. Дафф и Мэдден расстались. В том же году развелись родители Дафф после 22-летней совместной жизни в браке. Она написала о боли, которую испытала после расставания в песнях «Stranger» и «Gypsy Woman» для её четвёртого студийного альбома, Dignity.
В 2004 году, в её семнадцатый день рождения, был выпущен второй студийный альбом под названием Hilary Duff. В этот раз она больше включилась в создание альбома тем, что была соавтором песен, желая отделаться от имиджа Лиззи Магуайер. У альбома более «тяжёлое» звучание, чем было у Metamorphosis, которое критики негативно оценили и сравнили её с певицами Аврил Лавин и Эшли Симпсон. Хотя эти два сингла «Fly» и «Someone's Watching Over Me» не были главными хитами, альбом дебютировал на второй строке в чарте U.S. Billboard 200 с продажами 192,000 копий на первой неделе и стал вторым альбомом подряд, который вошёл в чарт Канады первой строкой. Одноимённый альбом был распродан 1.8 миллионом копий в США и был сертифицирован платиновым по данным RIAA.
В 2005 г. Дафф выпустила свой первый сборник под названием Most Wanted, на котором были песни с предыдущих двух альбомов и три новые и ремиксы. Most Wanted получил негативные отзывы от критиков, которые посчитали релиз недоделанным, заявив, что у Дафф не хватило материала, чтобы создавать сборник. Однако новые песни «Wake Up» (автором и композитором коей были Джоэл Мэдден, парень Дафф на тот момент, и его брат Бенджи, оба — члены Good Charlotte), «Beat of My Heart» и «Break My Heart» получили одобрительные комментарии; критики посчитали, что их танцевальное звучание выделялось на фоне остальных на альбоме. Most Wanted дебютировал первой строкой в Billboard 200, став для Дафф вторым синглом номер один в США и третьим дебютом, возглавившим чарт Канады. Было распродано две тысячи копий на первой неделе релиза, и он был сертифицирован платиновым по данным RIAA месяц спустя после релиза. У альбома был тоже международный успех, когда Дафф отправилась в мировое турне в его поддержку. Под названием Still Most Wanted Tour, тур начался в июле 2005 г. и продлился до сентября 2006 г. В 2006 г. исключительно итальянский сборник 4ever Hilary Duff был выпущен вместе с эксклюзивным DVD из-за того, что итальянские фанаты не получили все стандартные релизы её альбомов в своей стране. Дафф и её сестра Хейли также записали кавер-версию певицы Мадонны «Material Girl» для саундтрека к их сатирической комедии 2006 г. Реальные девчонки.
В 2004 году она снялась в главной роли в фильме История золушки вместе с Чадом Мюррейем. О её исполнении обозреватели были в основном не в восторге: «её очарование заключается в том, что она — Хилари Дафф», — написала Сара Чонси из Reel. Однако у фильма был неплохой бокс-офис, и некоторые критики были под впечатлением от игры Дафф. Позже в том же году она появилась в первой главной драматической роли в музыкальной драме Суперзвезда. В то время, как некоторые критики похвалили её появление в более взрослой и серьёзной роли, чем в предыдущих фильмах, сам фильм был подвергнут резкой критике и не имел успеха в прокате. Некоторые обозреватели были нейтральны в отношении её игры, но были требовательны относительно вокала Дафф, указывая на то, что голос был усовершенствован через компьютер. Её роли в двух фильмах привели к тому, что она получила свою первую номинацию на Раззи в категории «Худшая Актриса» в 2004 г.
Её следующие роли были в романтической комедии Идеальный мужчина и в продолжении фильма-ремейка Оптом дешевле, Оптом дешевле 2, оба вышли в 2005 году, и это привело её ко второй номинации на награду «Раззи» в категории «Худшая Актриса» в 2005 г. Мэтт Сингер из Village Voice написал об упомянутом выше фильме, в котором она снялась вместе с Хизер Локлир и Крисом Нотом: «Дафф играет типичную героиню—в душе романтичную, которая влюбляется в парня с привлекательными внешними данными и художественной душой». Он был плохо принят и у критиков, и коммерчески. У последнего был меньше успех, чем у Оптом дешевле, который разгромили критики. «Просто Дафф выглядит так, что ей бы больше хотелось появиться в другом кино», — отозвался ядовито Майк Кларк для USA Today.
К тому же сестры Дафф озвучили компьютерный мультфильм Ночь в супермаркете! в конце 2005 г., но у фильма никогда не было релиза. Дафф снова примкнула к своей сестре в сатирической комедии Реальные девчонки в 2006 г., но он не получил успех ни коммерчески, ни от критиков, заработав на обоих номинацию на «Раззи» в категории «Худшая Актриса», что стало третьей номинацией подряд для Дафф на этом поприще за три года. Сестёр также номинировали на «Худшую Экранную Пару».
В 2006 г. Дафф преследовали 19-летний иммигрант из России, который называл себя Максом, и его 50-летний сосед по комнате, Дэвид Джозеф Клейн. Она подала в суд на запрет для этих двух мужчин, заявив, что Макс «угрожал убить себя», чтобы привлечь её внимание. Она также утверждала, что он угрожал «убрать врагов», которые стоят на его пути, включая парня Дафф на тот момент, Джоэля Мэддена. Макс позже оказался Максимом Мясковским, который был приговорён к 117 дням в тюрьме.

### 2007—2009:Dignity,Best of Hilary Duffи независимые фильмы

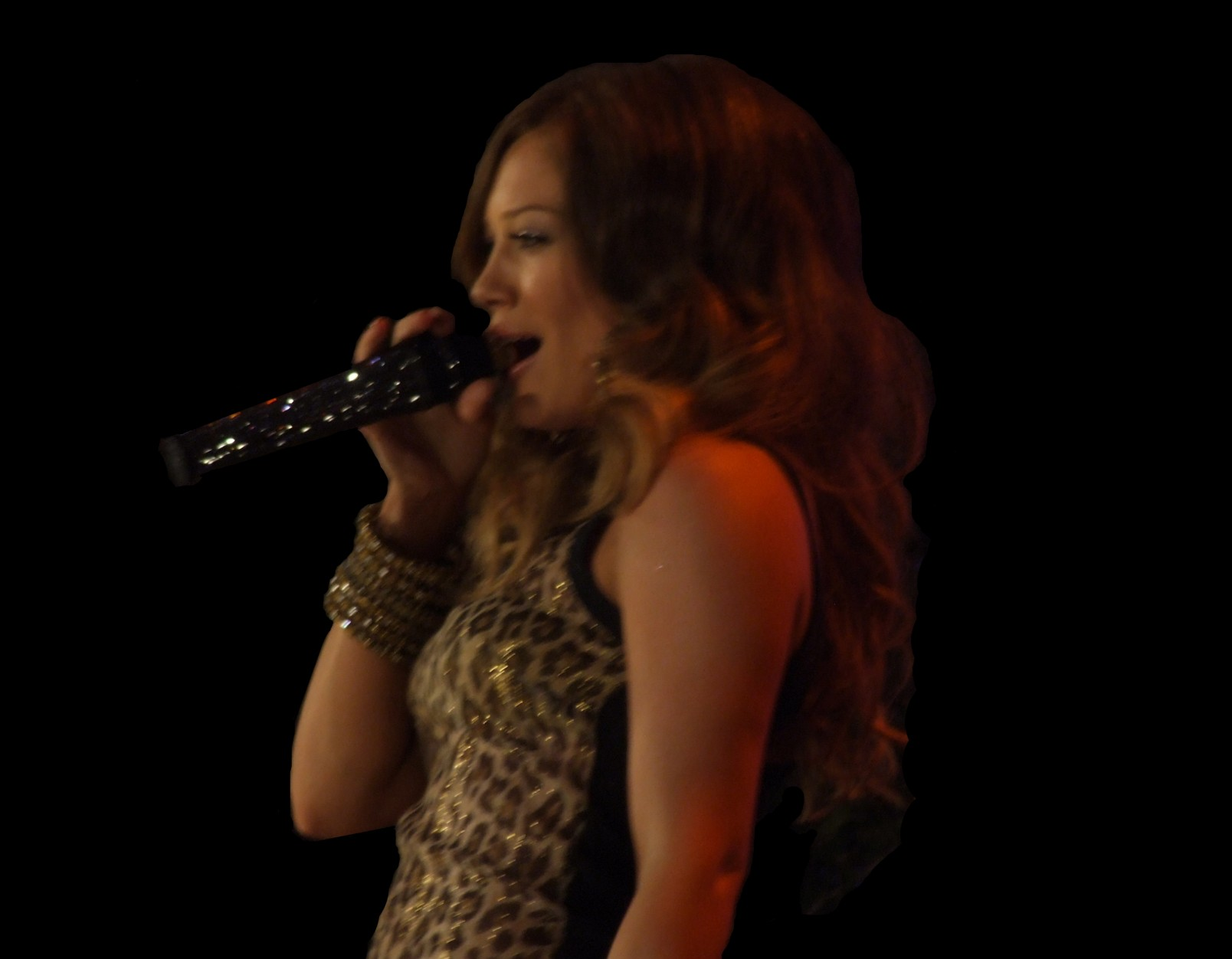
Дафф на выступлении (2007)

Дафф была соавтором на альбоме Dignity (2007), вместе Карой Диогуарди, которая была сопродюсером вместе с Реттом Лоуренсом, Tim & Bob и Ричардом Вишеном. В отличие от поп-рок направлений в её предыдущих релизах, Dignity больше ориентирован на данс и электропоп звучание, и в нём использовано больше инструментов. В словах есть ссылки на события, произошедшие с Дафф перед выходом альбома, в то время как в самих песнях присутствует жанр рок-н-ролла и хип-хоп музыки. Отзывы критиков были в основном позитивны; но были отмечены «слабые» голосовые данные Дафф, хотя похвалили альбом за текст песен и новое музыкальное направление. Перед релизом Dignity дебютировал на третьей позиции в США, ниже, чем предыдущие альбомы Дафф и с меньшими продажами, вследствие чего Billboard сослался на то, что она потеряла большинство своих фанатов, которых накопила за время своей музыкальной карьеры. Несмотря на относительно слабую продуктивность альбома, для Дафф он стал альбомом с самой высокой позицией в чарте США на сегодняшний момент: «With Love» (24 номер), который также достиг 1 позиции в чарте Billboard Hot Dance Club Songs, стал первым из её трёх подряд идущих синглов номер один в этом чарте; вторым был «Stranger», третий сингл с альбома. Dignity достиг топ-10 в нескольких странах, а RIAA сертифицировал его золотым в США. Она отправилась в четвёртый концертный тур, под простым названием Dignity с июля 2007 г. по февраль 2008 г., который околесил Северную Америку, Бразилию и Австралию. После этого Дафф распродала тринадцать миллионов альбомов глобально и выступала по всему миру на четырёх концертных турах.

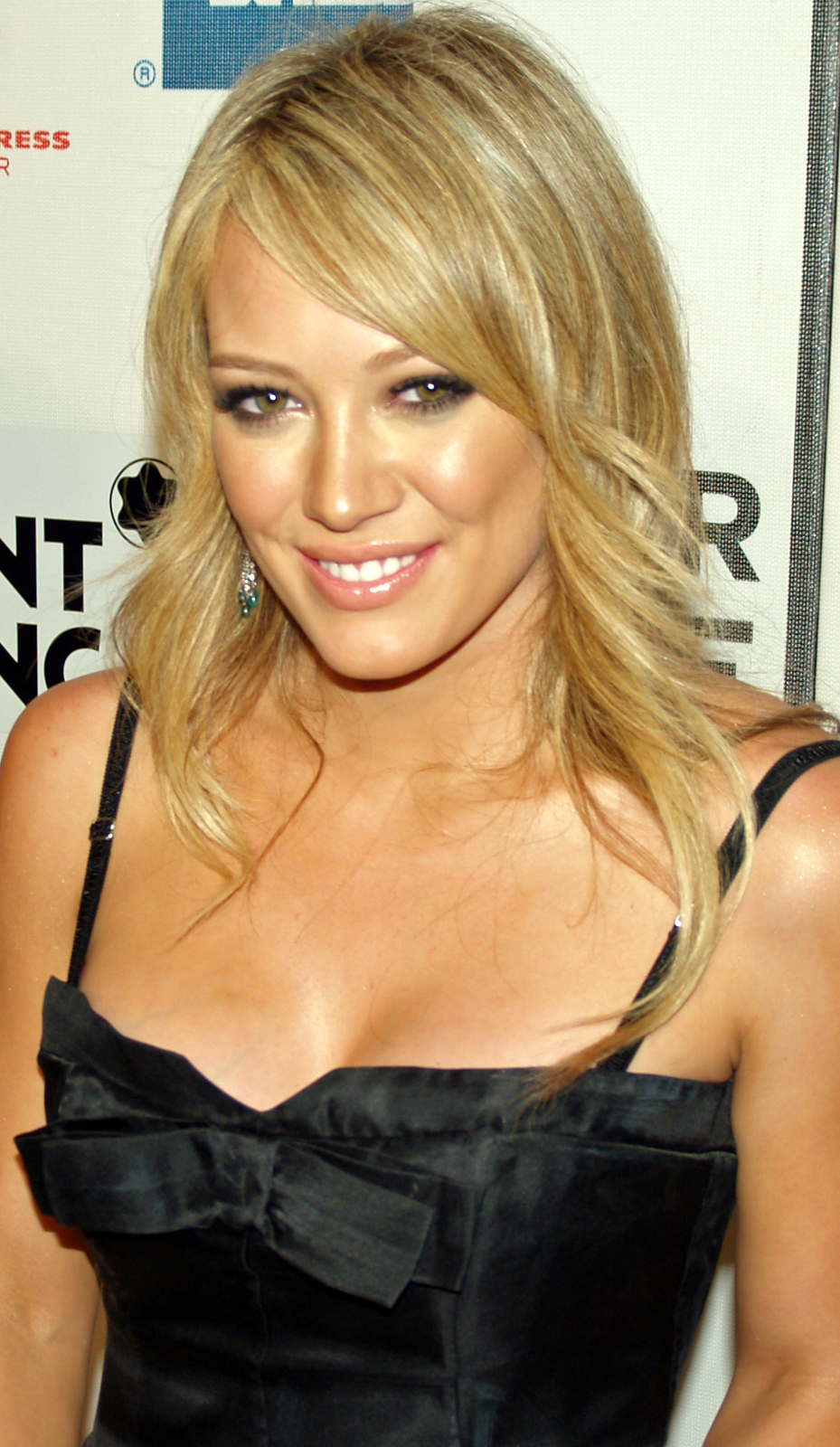
Дафф на Кинофестивале «Трайбека» (2008)

Документальный интроспективный фильм Хилари Дафф: Вот и сейчас был сделан, чтобы осветить события возвращения Дафф в музыкальную индустрию. Шоу снимали в США и Европе и понадобилось две недели на съёмки. Оно вещалось на MTV в апреле 2007 г. Дафф была также приглашённой звездой в Шоу Энди Милонакиса в третьем сезоне, которое вышло в сентябре 2007 г.
Дафф выбрали для съёмок политической сатиры 2008 года Игра по-крупному. Её роль Йоники Бейбийеа, сексапильной азиатской поп-звезды заработала похвалу, несмотря на то, что фильм получил большей частью негативные отзывы от критиков. Дафф записала два эксклюзивных трека «Boom Boom Bang Bang» и «I Want to Blow You Up» для её роли в кино. У этого фильма был ограниченный релиз: он вышел только в двух кинотеатрах США. Фильм вышел ещё в тридцати кинотеатрах США. Он был вторым по кассовым сборам. Закрытие произошло 7 августа 2008 г. без широкого релиза, с общими сборами $580,862 внутри страны.
Дафф выпустила свой первый альбом лучших хитов Best of Hilary Duff (2008). Как и Most Wanted (2005), на альбоме песни с её предыдущих трёх альбомов, ремиксы и два новых трека: «Reach Out» и «Holiday.» «Reach Out» с семплом из «Personal Jesus» группы Depeche Mode был выпущен за месяц до выхода альбома в качестве первого сингла. Песня стала третьим танцевальным хитом номер один для Дафф в США, но у альбома был меньший успех, чем у предыдущих. Best of был её первый альбом, который не получил никаких сертификаций по данным RIAA, и он достиг 125 позиции в чарте Штатов. Дафф сказала, что она надеялась написать третью песню для релиза, а пришлось выпустить «Holiday» в качестве сингла. Hollywood Records нарушил эти планы, отвергнув многие варианты, что в итоге привело к тому, что Дафф приняла решение покинуть лейбл после шести лет сотрудничества и создала альбом, чтобы поскорее закончить контракт, который распространялся на ещё один альбом.
Она объявила на MTV, что она начнёт писать свой следующий альбом в декабре 2008 г., но он так и не был сделан. В 2009 г. Дафф и Ричард Вишн сотрудничали в песне «Any Other Day» для саундтрека Запасное стекло.
В 2009 г. она снялась в главной роли в двух независимых драмах. Первая одноимённая роль юной бунтарки с суицидальными наклонностями была в Грете, которая получила смешанные отзывы; Эндрю Баркер из журнала Variety раскритиковал «детский звёздный» подход Дафф к игре и пожелал, чтобы она держалась подальше от ролей подростков. Однако критик из Los Angeles Times Роберт Абель написал, что её попытка «поменять её лучезарную добродушность на бунтарского снарка» Грету — «отважный поступок». Вторая — нарциссическая соблазнительница в фильме Запасное стекло также получила смешанные отзывы. Брайан Лоури из журнала Variety заявил, что Дафф сделала «практически серьёзную роль», но все же навешала на неё ярлыков, и фильм в итоге получился «бессмысленным».
Дафф также должна была сняться в главной роли Бонни Паркер в независимом фильме-ремейке 2009 г. Бонни и Клайд под названием История Бонни и Клайда. Её коллега по фильму Кевин Зегерс должен был сыграть Клайда Бэрроу. Однако в 2011 г. было объявлено, что Дафф и Зигерс выпали из состава актёров из-за невозможности согласовать графики.
Несмотря на отказ от главной роли Энни Миллс в сериале 90210 в начале 2008 г. из-за того, что она была больше заинтересована в поисках проектов, не касающихся подростковых персонажей, Дафф появилась в качестве приглашённой звезды в третьем сезоне Сплетницы. Она играла Оливию Бёрк, кинозвезду, которая поступила в нью-йоркский университет в поисках новых ощущений от обычного колледжа. В девятом эпизоде под названием «Загнанных Хамфри пристреливают, не правда ли?», героиня Хафф попала в группировку против родителей с героем Пэнна Бэджли, Дэном и героиней Джессики Зор, Ванессой. В следующем году она выиграла «Teen Choice Award» в категории «Лучшая Выделяющаяся Актриса» за её роль Оливии Бёрк; Энид Портуджез из LA Times также похвалил её игру, дав позитивный обзор её взрослой роли. Она появилась в шести эпизодах сезона. В апреле того же года у неё были приглашённые роли в сериалах Говорящая с призраками и Закон и порядок: Специальный корпус.

### 2010—2012:Бизнес ради любви,Бладуорфи возвращение в музыкальную индустрию
В 2010 г. Дафф снялась в ТВ-фильме канала ABC Family Бизнес ради любви, в котором она появилась в роли корреспондента из журнала моды, который пишет о её свиданиях в городе. Фильм посмотрели 2.4 миллиона зрителей. В том же году она появилась в эпизоде ситкома канала NBC Сообщество в роли Меган, лидера группы плохих девчонок.
Дафф снялась в роли Рейвен Хафакр, юной дочери алкоголички-матери, вступающей в беспорядочные связи, в драме Бладуорф (2011), о которой обозреватель из Los Angeles Times Шери Линден посчитала, что она «держалась молодцом», несмотря на не очень приятный фильм. The Examiner также написал, что «самая неожиданная игра [в фильме], возможно, была у Хилари Дафф». Она играла Шасту О’НИл, сексуальную школьницу старших классов, комедии братьев Полиш Только спокойствие (2011), в котором она снялась в главной роли с Вайноной Райдер, Марком Полишем, Шоном Астином, Чеви Чейзом и Джоном Крайером, у которого не было выгоды ни от критиков, ни от проката. В 2012 г. она снялась в главной роли с Робом Марголисом в комедии Она хочет меня в роли Ким Пауэрс, известной старлетки, которая попала в любовный треугольник.
В октябре 2011 г. Дафф упомянула о планах выпустить новый альбом на E! Online. В январе 2012 г. она подтвердила через официальный сайт и Твиттер, что она начала записывать песни. Во время записывающих сессий в 2012 г. Дафф изначально работала с автором песен Али Тампоси, музыкантами Мэттом Сквайером и Джейсоном Эвиганом. Она также начала брать уроки вокала, чтобы приготовиться к возврату в музыкальную карьеру.
В августе 2012 г. Дафф подписала контракт с 20th Century Fox, чтобы создать ситком, в котором она будет в главной роли и продюсером. Согласно договору, если планы по созданию тридцатиминутного ситкома не состоятся, Дафф будет участвовать в другом шоу. Однако всё провалилось. Она появилась в качестве приглашённой судьи на Проекте Подиум в сентябре того же года.

### 2013—2017: Последние роли на ТВ, пятый студийный альбом иYounger

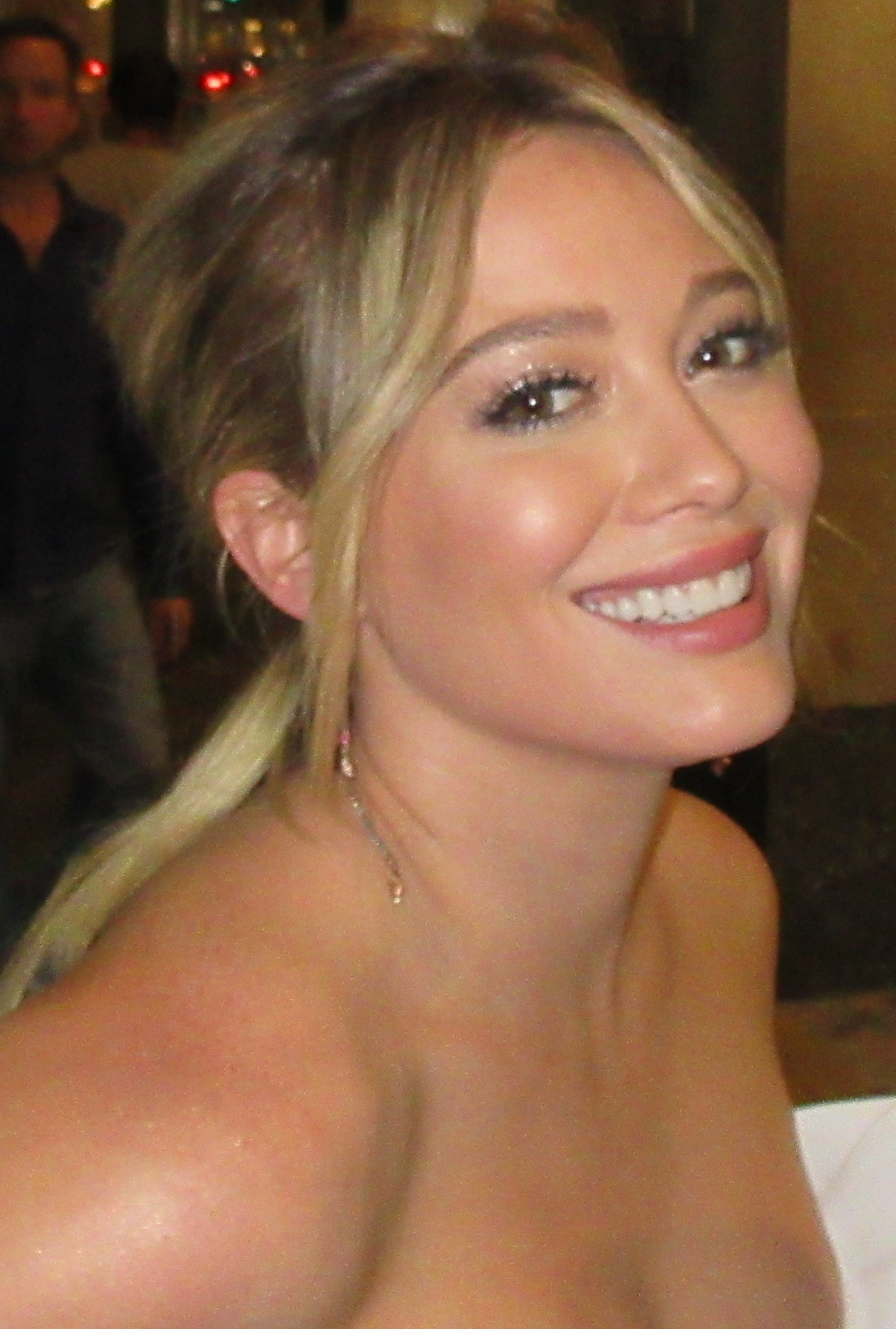
Дафф в 2017 году

В начале 2013 г. Дафф появилась в телевизионных шоу Воспитывая Хоуп и последнем эпизоде десятого сезона Два с половиной человека. Она также озвучила мультфильм Wings, вместе с Джесси МакКартни и Джошем Дюамелем, который выпустила анимационная компания Simka Entertainment. Она снова озвучила эту роль в 2014 г. в сиквеле Wings: Sky Force Heroes. К июлю 2013 г. Дафф закончила сниматься в независимом фильме Flock of Dudes, релиз которого был назначен на 2014.
В августе 2013 г. в интервью с Idolator.com Дафф заявила, что песни, которая она записала в 2012 г. не войдут в её будущий альбом, так как ей не нравятся их звучание. Она также упомянула, что хочет использовать в создании электронную танцевальную музыку. В интервью было подтверждено, что Дафф уже начала работать над новым материалом. Дата официального релиза альбома не была объявлена.
В сентябре 2013 г. Дафф обновила свой аккаунт на Инстаграме, заявив, что она работала с музыкальным продюсером Билли Манном подборки её нового выходящего альбома. Манн известен по своим работам с различными артистами, включая P!nk, Селин Дион, Boyzone и Робин. Основываясь на заголовке Дафф в Инстаграме, текущее рабочее название трека «Better Days» на 31 октября 2013 г., и она выгрузила ещё одно фото в аккаунте Инстаграма, на котором она снова работает с Манном. 7 ноября 2013 г. Дафф написала через Твиттер, что она соавтор песни «Outlaw» с поэтессой Линди Роббинс и музыкальным продюсером Яном Кирпатриком. Песня в итоге была записана после того, как Дафф подтвердила это через Твиттер 9 декабря 2013.
20 ноября 2013 г. было объявлено, что Дафф будет приглашённой звездой в специальном эпизоде Даши — путешественницы, который вышел 25 ноября 2013 г.
Дафф озвучила Ледяную Ведьму, которая поёт и ругается.
4 декабря 2013 г. в интервью с Breakfast Television Toronto Дафф подтвердила, что она уже записала шесть весёлых и быстро ритмичных песен. Она заявила, что у альбома будет влияние танцевальной и инди музыки. Она также упомянула, что планировала релиз первого сингла на весну 2014 г., а альбом где-то осенью.
15 декабря 2013 г. Дафф подтвердила через Твиттер, что она записала песню под названием «Breathing Room», пока она была в Нью-Йорке. Было также подтверждено, что Дафф снова работает с её музыкальным менеджером Андрэ Реком, с которым она сотрудничала в Hollywood Records.
15 января 2014 г. было объявлено, что Дафф снимется вместе с Саттон Фостер пилотном эпизоде ситкома Юная, основанном на романе Памелы Редмонд Сатран. Дафф играет Келси, амбициозную примерно 20-двадцатилетнюю, которая уговаривает героиню Фостер работать в издательской фирме. Разработчик и исполнительный продюсер шоу — создатель сериала Секс в большом городе, Даррен Стар, его закончили снимать в феврале в Нью-Йорке, показ назначен на канале TV Land. Рекламная фотосъёмка была сделана в следующем месяце. В апреле 2014 г. было объявлено, что была выбрана пилотная серия для сериала, состоящего из 12 эпизодов, а премьера изначально назначена на осень. Однако в майском интервью с Access Hollywood Дафф утверждала, что они продолжать съёмки в сентябре 2014 г. также в Нью-Йорке. Роль Дафф одна из самых главных в этом сериале спустя десять лет после Lizzie McGuire. Деби Мейзар и Мириам Шор снимутся также вместе с ней.
28 марта 2014 г. Дафф подтвердила через Инстаграм, что она подписала новый контракт с лейблом. Однако какой именно лейбл не было сказано. Перед объявлением лейбла, Дафф выложила слова песни с выходящего альбома. Позже 31 марта 2014 Дафф объявила через Твиттер, что песня будет называться «Northern Star». В тот же день она выложила фотографию в Инстаграме, подтвердив, что она записала по-видимому дуэт под названием «Night Like This». Продюсер песни — Ян Кирпатрик, с которым она работала над «Outlaw». Другие названия песен Дафф выложила через Инстаграм в начале записывающих сессий, включая песню «Hurts», которая повествует о разводе с её мужем Майком Комри, а также трек «Take It for What It Is». Дафф также попутно появилась в новом реалити-шоу сестры Хейли, Real Girl’s Kitchen. В веб-шоу показываются рецепты от Хейли и то, как сестры проводят время с семьёй и друзьями. Его можно посмотреть на Ora TV начиная с апреля 2014 г.. 29 июля 2014 года Дафф выпустила первый сингл «Chasing The Sun», на который был снят видеоклип. И 12 августа 2014 года в свет вышел второй сингл Хилари «All About You», на который также был снят видеоклип.
6 апреля 2015 года Дафф выпустила сингл «Sparks» со своего пятого студийного альбома под названием Breathe In. Breathe Out. Он достиг 93-й строчки в чарте Billboard Hot 100 и 4-й строчки в Billboard Dance Club Songs. Альбом был выпущен 12 июня 2015 года. Он дебютировал под номером 5 в Billboard 200.
В июне 2016 года она рассказала, что работает над новым альбомом.
В январе 2017 года Хилари стала одним из инвесторов косметической линии Kopari Beauty.

### 2018—настоящее время: Предпринимательство и отмена сиквела «Лиззи Магуайер»
В январе 2018 года Дафф сообщила, что снимается в независимом фильме под названием «Призраки Шэрон Тейт». Режиссёром и сценаристом фильма стал Дэниел Феррандс, в то время как Хилари выступила в качестве исполнительного продюсера. Премьера картины состоялась в апреле 2019 года на фестивале Hollywood Reel Independent Film Festival. Она получила негативные отзывы критиков. Сестра Тейт, Дебра Тейт, также выразила свое недовольство проектом. Фильм получил несколько номинаций на премию Золотая малина, а Дафф победила в категории Худшая актриса.
В сентябре 2018 года стало известно, что она будет озвучивать одного из персонажей мультфильма «Meet Your Tooth Fairy». В январе 2019 года она инвестировала в косметическую линию Nudestix.
В августе 2019 года, Хилари сообщила, что снова сыграет роль Лиззи Магуайер в продолжении оригинального сериала. Создатель оригинального сериала, Терри Мински изначально должна была вернуться в качестве главного продюсера, тогда как Дафф должна была стать исполнительным продюсером. Сюжет сериала рассказывал о жизни 30-летней Магуайер, путешествующей по Нью-Йорку. Однако, 9 января 2020 года выяснилось, что Мински покинула пост главного продюсера из-за творческих разногласий, и с тех пор производство сериала было приостановлено. 16 декабря 2020 года Дафф подтвердила на своем Instagram-аккаунте, что съемки были окончательно отменены каналом Disney+. Она выразила свою благодарность фанатам за их преданность и заверила их, что съемочная команда сделала все возможное, чтобы возродить проект.
В ноябре 2019 года Дафф стала новым совладельцем и главным директором линейки продуктов Naturalena Brands, которая представляет собой бренд детских товаров. В следующем месяце она запустила свою четвертую капсульную коллекцию с GlassesUSA.
В феврале 2020 года музыкальный продюсер RAC выпустил кавер на песню «Never Let You Go» группы Third Eye Blind, в котором Хилари и её супруг Метью Кома исполнили вокальные партии.
В сентябре Дафф сообщила в социальных сетях, что в марте 2021 года выпустит детскую книжку с картинками под названием «Моя маленькая храбрая девочка». Она призналась, что на написание этой книги её вдохновила дочь Бэнкс. Книга адресована матерям и дочерям.

## Другая деятельность

### Предпринимательство

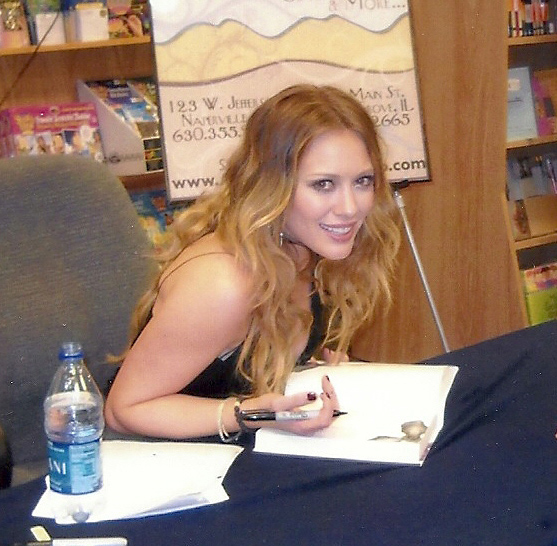
Дафф подписывает книгу в 2010 г.

Помимо контракта с модельным агентством IMG Models, Дафф запустила две линии одежды. Первая, «Stuff by Hilary Duff», продавалась через Target в США, Kmart в Австралии, Zellers в Канаде и Edgars Stores в Южной Африке с марта 2004 г. Позднее компания расширила своё производство до фурнитуры, духов и драгоценностей, которое изначально было нацелено на подростковую и предподростковую публику. К концу 2008 г. Дафф перестала полностью контролировать линию «Stuff by Hilary Duff», и в результате все было остановлено.
Второе сотрудничество было с DKNY Jeans, где она была содизайнером коллекции специальных экземпляров. Совместно с линией одежды Femme for DKNY Jeans была разработана коллекция для девушек её возраста, которая дебютировала в США в августе 2009 г. в ограниченном количестве. Чтобы разрекламировать бренд были выпущены трёхминутные ролики под названием The Chase на её канале на YouTube.
Дафф также выпустила свой собственный парфюм «With Love... Hilary Duff», который выпускала компания Элизабет Арден с сентября 2006 г. Духи изначально продавались в Macy's в США, но позже и в Европе, Японии и Канаде. «With Love…Hilary Duff» был одним из самых продаваемых ароматов, запущенных в американских магазинах в конце 2006 г. Летняя версия аромата под названием «Wrapped with Love» была выпущена в январе 2008 г., в то время как летний подарочный набор был выпущен в том же году на День св. Валентина.

### Общественная позиция
В 2022 году на фоне российского вторжения на Украину Дафф поддержала украинцев.

### Книги
С Simon & Schuster Дафф подписала контракт на выпуск книг в сотрудничестве с Элис Эллен. Первый молодёжный роман, опубликованный в 2010 г., при содействии Эллен под названием Эликсир впоследствии был выпущен по всему миру в качестве бестселлера New York Times.
Эликсир повествует о жизни семнадцатилетней журналистки, которая по всему миру ищет отца после его исчезновения. После того, как судьба сводит её с таинственным красавцем, который начал проявляться на её фотографиях чудесным образом, пара ввязывается в любовный треугольник, и в кратчайшее время они должны распутать нити своего прошлого, чтобы спасти их будущее. Дафф отправилась в книжный тур, чтобы продвинуть книгу, которую запустила в 2010 г. Она вышла в США, Бразилии, Франции и других странах.
После ошеломительного успеха Эликсира, его сиквел Devoted, был выпущен в твёрдой обложке в октябре 2011 г. Devoted является продолжением Эликсира об опасном любовном треугольнике. Дафф отправилась во второй книжный тур, чтобы продвинуть Devoted. Книжный тур в поддержку Devoted проходил в США в то время, как Дафф была беременна.
Третий и финальный роман True был выпущен в апреле 2013 г. У True не было книжного тура в поддержку, но Дафф подписывала книги в Лос-Анджелесе. Он был также прорекламирован в The Ellen DeGeneres Show.
Дафф также планировала выпустить небеллетристическую книгу, чтобы помочь детям пережить развод. Релиз был намечен на весну 2012 г., но планы так и не были осуществлены.

### Благотворительность

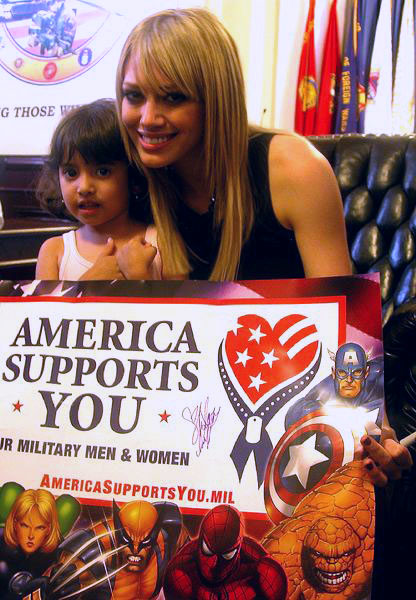
Дафф на открытии «Недели Общенациональных Военных Семей» (2005)

Дафф самостоятельно занялась благотворительной деятельностью. В поддержку пострадавшим от стихийных бедствий она пожертвовала $250,000, чтобы помочь пострадавшим от урагана Катрина в 2005 г. в довесок к собранным 2.5 миллионам. В августе 2006 г. Дафф поехала в новоорлеанскую начальную школу и работала с «USA Harvest» для поставки еды.
Она также помогала различным молодёжным благотворительным организациям и была членом Kids with a Cause. Дафф также работала в отделе информации Детского Благотворительного Фонда Одри Хепбёрн и в фонде «Celebrity Council of Kids with a Cause». В октябре 2008 г. Дафф появилась в социальной рекламе Think Before You Speak Campaign организации Ad Council и GLSEN, чтобы молодые люди не произносили анти-ЛГБТ слова, типа «Это так по-гейски». В июле 2009 Дафф была назначена Молодым Послом для детей из столицы Колумбии, Боготы. В качестве Молодого Посла она провела пять дней в стране, распространяя рюкзаки с едой для нуждающихся детей.
Дафф — ярый борец за права животных. Когда её спросили, что бы она делала не будь звездой, она ответила: «Я с самого детства мечтала стать ветеринаром, но потом поняла, что животные на самом деле там умирают, поэтому мне не подошла эта работа. Связанная с детьми или животными или чем-то подобным».
В 2012 г. несколько месяцев спустя после рождения сына Дафф активно участвовала в кампании Johnson’s Baby Cares. Кампания рассылала наборы и памятки по уходу для молодых мамочек по всем США как поддержку. Они также создали фонды для детей и бедных семей вместе с Save The Children. Дафф также продвигала кампанию в многочисленных телевизионных ток-шоу.
В сентябре 2013 г. Дафф участвовала в кампании Stomp Out Bullying. Дафф появилась в короткой социальной рекламе, которая вышла на YouTube 5 сентября 2013 г.
Перед рождественскими покупками в ноябре 2013 г. Дафф объединилась с Duracell в Канаде для проведения кампании помощи детям, находящимся в больнице. Кампания называлась «Powering Holiday Smiles», которая пожертвовала 20,000 батареек больницам Канады для того, чтобы увеличить мощность медицинских аппаратов, спасающих жизнь и тысячи игровых комнат и игр, которыми могли бы воспользоваться дети и их семьи во время праздников 2013 года и после. Кампания воодушевляла канадцев покупать батарейки Duracell Quantum AA-16, где с каждой проданной уходило по одному доллару на Children's Miracle Network. Кампания началась в 22 ноября и продлилась до 27 декабря 2013. При продвижении кампании Дафф посетила The Hospital for Sick Children в Торонто, Онтарио чтобы раздать новые игрушки, выпущенные Hasbro. Она обсуждала кампанию на передаче Breakfast Television Toronto, радиошоу и во многих журнальных интервью.

## Имидж, влияние и наследие

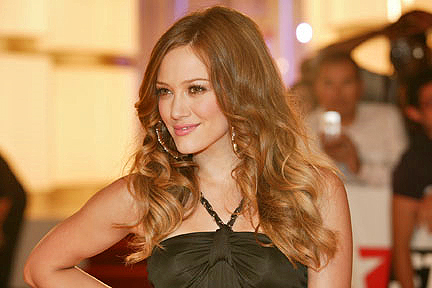
Дафф позирует для камер (2007)

В дни после успеха Лиззи Магуайер Ричард Хафф из New York Daily News назвал Дафф «версией Аннетт Фуничелло 2002 года», но признался, что персонаж Лиззи Магуайер был для неё благословением и бременем. В 2003 г. Хафф заявил, что публичный имидж Дафф «привязан» к Лиззи Магуайер. В 2005 г. Кейти Лонг из Центра Родителей/Понимания Молодёжи написал анализ о Дафф, о её приемлемости быть кумиром для подростков. Дафф «не выглядит как Бритни Спирс или Кристина Агилера…», которые выставляют на показ свою сексуальность, чтобы продать альбомы, она больше «похожа на обычную молодую девушку». Автор также заявил, что Дафф во всех медиа, «как [фанаты] могут не любить её?» Однако в то время, как Дафф является «примером позитивной роли», у которой «близкие отношения» с семьёй, автор отметил также, что пока Дафф взрослеет, «взрослеют её взгляды и идеи».
Дебютный альбом Дафф Metamorphosis был призван помочь во многом поднять индустрию и привлечь корпоративное внимание рынка к Hollywood Records, на что Джефф Мэйфилд, директор по графике и главный аналитик журнала Billboard сказал, что у них было несколько топовых альбомов до этого, включая  саундтрек 2000 года Тарзан, но такого, как альбом Хилари Дафф не было". San Fernando Valley Business Journal написал, что альбом «стал необходимым импульсом для Hollywood Records» после падения продаж CD-дисков за последние два года, которые вынудили лейбл уменьшить затраты и поменять ход деятельности. Хиллиард Лайонс, аналитик Джеффри Томисон, сказала, что Metamorphosis на сто процентов отображает умение Disney создать «великолепную синергию между их кабельными, фильмовыми и музыкальными сферами, в частности после того, как фильм Лиззи Макгуайер показал, что сериальные фанаты Дафф мигрировали в фильм» — Джефф Мэйфилд продолжил по теме: «При равных обстоятельствах если бы альбом сделал кто-нибудь другой, он бы не стал хитом». Metamorphosis сделал Дафф первой «выдающейся артисткой» для Hollywood Records за его десятилетнюю историю, и его успех совпал с альбомами других артистов с этого лейбла таких, как Rascal Flatts и Джош Келли, и саундтреки для таких фильмов как «Чита Гёрлз», «Чумовая пятница» и фильм «Лиззи Макгуайер». Позднее, отчасти из-за Metamorphosis, Hollywood Records использовал Disney Channel, чтобы запустить такие бренды как «Классный мюзикл» и «Ханна Монтана» и таких артистов, как Aly & AJ, The Cheetah Girls, звезду «Ханны Монтаны» Майли Сайрус, Рэйвен-Симоне, Ванесса Хадженс и Джесси Маккартни.
Через несколько лет она старалась отдалиться от известного персонажа Диснея, включая полную смену образа и звучания в релизе Dignity (2007). С того времени она появлялась в более взрослых ролях в фильмах и в более провокационных фотосъёмках. В 2007 г. она украсила обложки Us Weekly и Shape в бикини, в то время как её появление на обложке of Maxim было сопровождено заявлением о том, что она ушла «из королевы тинейджеров и стала секс-символом». После этого Дафф попала на 23 позицию в ежегодном списке «Горячая 100-ня Женщин» по версии журнала Maxim. Она до сих пор не выходит из списка, и вдобавок постоянно попадает в ежегодный список FHM «100 Самых Сексуальных Женщин» (она достигла пика на #8 в 2008 г.). Associated Press написал, что эта неожиданная эпатажность была «блестящим ходом [со стороны Дафф] оставить Лиззи Макгуайер позади», — и то, что её более пикантный образ поможет ей одним махом собрать главные радиоэфиры: «В конечном итоге, природные данные, время и генетика могут помочь Дафф в том, в чём Дисней не смог справиться, несмотря на все старания». Однако, несмотря на тот «факт, что она выросла», «Дафф удалось сохранить свой очаровательный имидж», — написал Young Hollywood.
В июньском интервью 2006 года с журналом Elle Дафф сказала: «…(девственность) — вот, что я люблю в себе. Это не значит, что я не думала о сексе, потому что у всех, кого я знаю, он был, и ты тоже не хочешь отставать». Дафф позже сказала MuchMusic, что она не говорила те слова, которые ей приписали в статье; смысл был в том, что «эта не та тема, о которой мне бы хотелось говорить…» Она снова отрицала эти слова в 2008 г. в интервью с журналом Maxim.
Всего лишь несколько месяцев спустя после родов в марте 2012 г. Дафф терзали интернет-пользователи из-за её послеродового тела. Эта началось, когда появились в интернете фотографии Дафф на отдыхе, снятые папарацци. Это привело к тому, что Дафф сделала заявление в интервью с In Touch Weekly: «Мне все равно, что говорят люди, скажите мне это в глаза!». В дальнейшем она заявила, что её тело было не в той форме, в какой ей хотелось бы, но она не переживает по этому поводу. Дафф объяснила, что она крутит велотренажёр в спортзале и занимается с личным тренером для того, чтобы сбросить вес. Однако Дафф заявила, что с рождением её сына она научилась ценить то, что может происходить с её телом в интервью с Parade.com. В том же интервью Дафф сказала, что рождение сына объединило её с мужем. Год спустя в 2013 Дафф призналась, что ей понадобился целый год, чтобы сбросить послеродовой вес. Она сказала, что наконец-таки довольна своим телом и призналась, что она потеряла около 23 кг после родов. Дафф заявила, что она перестроила свою диету и наняла личного тренера по боксу, что было одним из способов, который помог сбросить вес, помимо пилоксинга и велотренажёра. Медленный, но здоровый метод Дафф избавления от веса был одобрен экспертами по здоровью, и им воспользовалась актриса Тиа Маури, которая ссылалась на Дафф, как на кумира по безопасному и здоровому способу сбросить лишний вес, набранный во время беременности.
После семилетнего отсутствия в музыкальном бизнесе Дафф заявила, что не вернётся в образ соблазнительницы, в отличие от многих нынешних молодых звёзд и знаменитостей. Дафф сказала, что она останется честна с общественностью и будет сама собой. Она добавила: «Если все будут выглядеть вызывающе, это уже не будет так оригинально». Дафф также сказала, что она была рада сделать перерыв в карьере и остепениться ради семьи, и добавила: «Я выпала на три с половиной года — встретила мужа, вышла замуж. Поняла кто я и от кого хочу получать помощь. Теперь я готова вернуться обратно».

## Личная жизнь

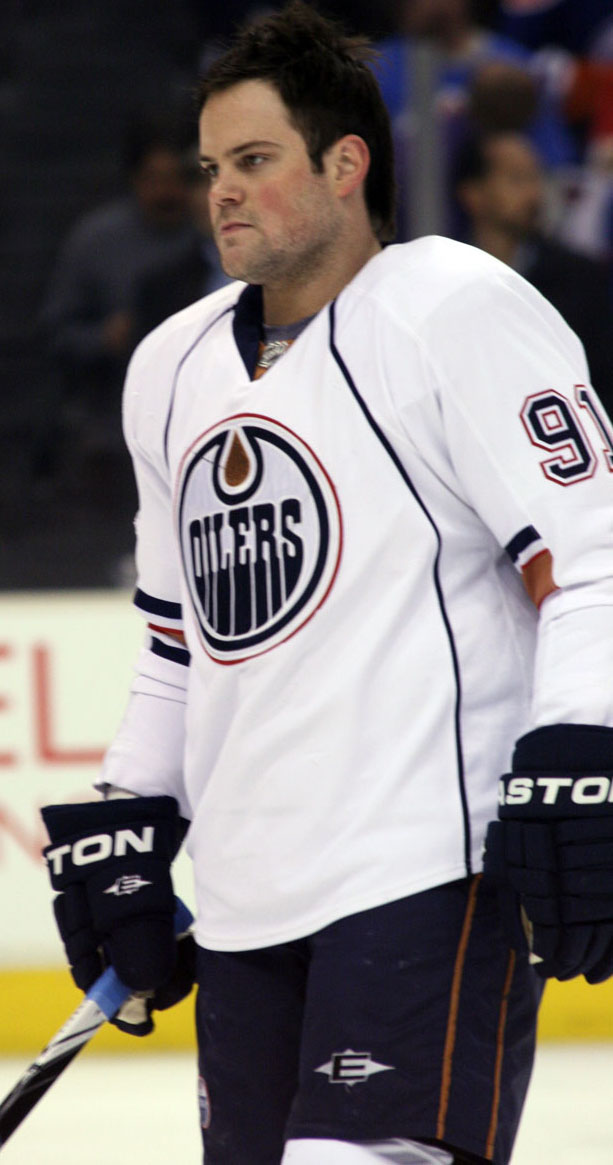
Канадский хоккеист Майк Комри женился на Дафф в 2010 г.

В 2001 году Дафф находилась в отношениях с Аароном Картером. Эти отношения привлекли внимание средств массовой информации, благодаря любовному треугольнику между Дафф, Картером и Линдси Лохан.
В июле 2004 года стало известно, что Дафф начала встречаться с вокалистом группы Good Charlotte, Джоэлом Мэдденом. В ноябре 2006 года они расстались.
В 2010—2016 годы Дафф была замужем за игроком НХЛ Майком Комри. У бывших супругов есть сын — Лука Круз Комри (род. 20 марта 2012).
С 21 декабря 2019 года Дафф замужем за музыкантом Мэттью Комой, с которым она встречалась два года до их свадьбы. У супругов две дочери — Бэнкс Вайолет Бэйр (род. 25 октября 2018) и Мэй Джеймс Бэйр (род. 24 марта 2021).

## Фильмография

### Фильмы
| Год  | Название                   | Оригинальное название       | Роль                            | Примечание                    |
| ---- | -------------------------- | --------------------------- | ------------------------------- | ----------------------------- |
| 1998 | Каспер встречает Венди     | Casper Meets Wendy          | Венди                           | Прямиком на видео             |
| 1999 | Собиратель душ             | The Soul Collector          | Элли                            | ТВ-фильм                      |
| 2002 | Кадет Келли                | Cadet Kelly                 | Келли                           | ТВ-фильм                      |
| 2002 | Звериная натура            | Human Nature                | Юная Лила Джут                  |                               |
| 2003 | Агент Коди Бэнкс           | Agent Cody Banks            | Натали Коннорс                  |                               |
| 2003 | Лиззи Магуайер             | The Lizzie McGuire Movie    | Лиззи Магуайер/Изабелла Париджи |                               |
| 2003 | Оптом дешевле              | Cheaper by the Dozen        | Лорейн Бейкер                   |                               |
| 2004 | История Золушки            | A Cinderella Story          | Саманта «Сэм» Монтгомери        |                               |
| 2004 | Суперзвезда                | Raise Your Voice            | Тереза «Терри» Флетчер          |                               |
| 2004 | В поисках Санты            | In Search of Santa          | Кристал                         | Голос, прямиком на видео      |
| 2005 | Идеальный мужчина          | The Perfect Man             | Холли Гамильтон                 |                               |
| 2005 | Оптом дешевле 2            | Cheaper by the Dozen        | Лорейн Бейкер                   |                               |
| 2006 | Реальные девчонки          | Material Girls              | Танзанья «Тэнзи» Марчетта       | Также продюсер                |
| 2008 | Игра по-крупному           | War, Inc.                   | Йоника Бейбийеа                 |                               |
| 2009 | Только спокойствие         | Stay Cool                   | Шаста О’Нил                     |                               |
| 2009 | Запасное стекло            | What Goes Up                | Люси Даймонд                    |                               |
| 2009 | Грета                      | According to Greta          | Грета                           | Также исполнительный продюсер |
| 2010 | Бизнес ради любви          | Beauty and the Briefcase    | Лейн Дэниелс                    | ТВ-фильм, также продюсер      |
| 2011 | Провинция ночи             | Bloodworth                  | Ревен Хафакр                    |                               |
| 2012 | Она хочет меня             | She Wants Me                | Ким Пауэрс                      |                               |
| 2012 | Ночь в супермаркете!       | Foodfight!                  | Солнечная богиня                | Голос, не был выпущен         |
| 2013 | Крылья                     | Wings                       | Уинди                           | голос, прямиком на видео      |
| 2014 | Крылья: Герои небесных сил | Wings: Sky Force Heroes     | Уинди                           | голос, прямиком на видео      |
| 2015 | Стая Чуваков               | Flock of Dudes              | Аманда                          |                               |
| 2019 | Призраки Шэрон Тейт        | The Haunting of Sharon Tate | Шэрон Тейт                      | Также исполнительный продюсер |

### Телевидение
| Год     | Название                            | Оригинальное название    | Роль                           | Примечания и эпизод(ы)                                          |
| ------- | ----------------------------------- | ------------------------ | ------------------------------ | --------------------------------------------------------------- |
| 1997    | Настоящие женщины                   | True Women               | В титрах не указана            | мини-сериал                                                     |
| 2000    | Надежда Чикаго                      | Chicago Hope             | Джесси Селдон                  | «Холодные сердца» (6 сезон, 17 эпизод)                          |
| 2001-04 | Лиззи Магуайер                      | Lizzie McGuire           | Элизабет «Лиззи» Брук Магуайер | Оригинальные сериалы Канала Disney, 65 эпизодов                 |
| 2003    | Джордж Лопес                        | George Lopez             | Стефани                        | «Капитан Команды» (2 сезон, 22 эпизод)                          |
| 2003    | Американские мечты                  | American Dreams          | The Shangri-Las (с Хейли Дафф) | «Грядут перемены» (2 сезон, 8 эпизод)                           |
| 2004    | Фрейзер                             | Frasier                  | Голос Бритни                   | «Фрейзер-Лайт» (11 сезон, 12 эпизод)                            |
| 2005    | Новая Жанна д’Арк                   | Joan of Arcadia          | Дилан Самюэльс                 | «Взлёт и падение Джоан Джирарди» (2 сезон, 14 эпизод)           |
| 2005    | Джордж Лопес                        | George Lopez             | Кензи                          | «Большой Шлем Джорджа» (4 сезон, 19 эпизод)                     |
| 2005    | Дорогой Санта                       | Dear Santa               | Сама себя                      | Спецвыпуск на ТВ                                                |
| 2007    | Шоу Энди Милонакиса                 | The Andy Milonakis Show  | Сама себя                      | «Энди переезжает в Лос-Анджелес» (3 сезон, 1 эпизод)            |
| 2007    | Хилари Дафф: Вот и сейчас           | Hilary Duff: This Is Now | Сама себя                      | документальное кино MTV                                         |
| 2009    | Говорящая с призраками              | Ghost Whisperer          | Морган Джеффрис                | «Дрожь до смерти» (4 сезон, 19 эпизод)                          |
| 2009    | Закон и порядок: Специальный корпус | Law & Order: SVU         | Эшли Уокер                     | «Эгоист» (10 сезон, 19 эпизод)                                  |
| 2009    | Сплетница                           | Gossip Girl              | Оливия Бёрк                    | Второстепенная роль (3-й сезон), 6 эпизодов                     |
| 2010    | Сообщество                          | Community                | Меган                          | «Аэродинамика пола» (2 сезон, 7 эпизод)                         |
| 2012    | Проект Подиум                       | Project Runway           | Сама себя                      | «Это мода, детка!» (10 сезон, 11 эпизод)                        |
| 2013    | Воспитывая Хоуп                     | Raising Hope             | Рейчел                         | «Бывшая подружка» (3 сезон, 20 эпизод)                          |
| 2013    | Два с половиной человека            | Two and a Half Men       | Стейси                         | «Тёлочки, скоро вам вставят» (10 сезон, 23 эпизод)              |
| 2013    | Даша — путешественница              | Dora the Explorer        | Ледяная ведьма                 | Голос, «Выдающееся фигурное катание Доры» (1 сезон, 153 эпизод) |
| 2015-21 | Юная                                | Younger                  | Келси Петерс                   | Главная роль                                                    |
| 2022    | Как я встретила вашего папу         | How I Met Your Father    | Софи Томпкинс                  | Главная роль                                                    |

### Веб-эпизоды
| Год       | Название                 | Оригинальное название | Роль      | Примечания и эпизод(ы)                      |
| --------- | ------------------------ | --------------------- | --------- | ------------------------------------------- |
| 2007-2009 | Подкаст Хилари Дафф      | Hilary Duff Podcast   | Сама себя | Спецвыпуск на YouTube                       |
| 2012      | Рассмеши или умри        | Funny or Die          | Сама себя | «Секреты беременности от Хилари Дафф»       |
| 2014      | Кухня настоящих девчонок | Real Girl’s Kitchen   | Сама себя | Вместе с сестрой Хейли. Доступно на Ora TV. |

## Дискография
- Santa Claus Lane (2002)
- Metamorphosis (2003)
- Hilary Duff (2004)
- Dignity (2007)
- Breathe In. Breathe Out. (2015)